# Коган, Анатолий Шнеерович
Анато́лий Шне́ерович Ко́ган (17 июня 1927, Кишинёв, Бессарабия — 23 декабря 2003, там же) — русский писатель

, журналист, переводчик, автор исторических романов.

## Биография
Родился в семье известного бессарабского живописца и педагога Шнеера Герцевича Когана в Кишинёве. Племянник французского художника и скульптора Моисея Когана. Уже учась в румынской гимназии начал публиковать написанные на румынском языке стихи, рассказы и сказки. После Великой Отечественной войны перешёл на русский язык. Окончил французское отделение филологического факультета Черновицкого университета в 1951 году.
На протяжении многих лет работал редактором научного отдела газеты «Вечерний Кишинёв» (в русском и молдавском изданиях), в 1990-е годы под псевдонимом «Виктор Буковиняну» вёл постоянную рубрику «Дословно» в газете «Кишинёвские новости». Умер в декабре 2003 года в Кишинёве.
Анатолий Коган — автор исторических повестей и романов о Молдавском княжестве времён господаря Стефана Великого, в том числе «Высокий мост» (1976), «Замок братьев Сенарега» (1979), «Мангупская княжна» (1984), «Час нашествия» (1988), масштабной трилогии «Войку, сын Тудора: Хроника времён Штефана III Великого, господаря Земли Молдавской» (1990), а также документальной повести «Кровавая пена: бессарабский геноцид» (2001) о событиях Холокоста. Трилогия «Войку, сын Тудора» в 2003 году стала первым выпущенным в Молдавии шрифтом Брайля изданием (13 томов, фонд Prosan, Нидерланды, под эгидой Молдавского общества слепых).
В жанре научной фантастики А. Ш. Коганом были опубликованы романы «Путешествие в Туран» (1990) и «De profundis (В пучине)», рассказы «Воскрешение драконов», «Белый лыжник», «Скала Кариатид». Перевёл на русский язык двухтомные «Последние похождения Арсена Люпэна, взломщика-джентльмена» и «Семь приключений Арсена Люпэна, взломщика-джентльмена» Мориса Леблана, роман-дилогию «Возвращение к любви» Георге Георгиу, монографии «Университетское образования в Молдове» (2003) и «Независимый международный университет Молдовы: Страницы истории» (2003) его ректора А. И. Галбена.
Награждён Медалью «За гражданские заслуги» (Мeritul Civic, 1995).

## Книги
- Высокий мост. Кишинёв: Картя молдовеняскэ, 1976. — 144 с.
- Замок братьев Сенарега (исторический роман). Кишинёв: Литература артистикэ, 1979. — 327 с.
- Мангупская княжна (роман). Кишинёв: Литература артистикэ, 1984. — 319 с.
- Час нашествия: роман. Кишинёв: Литература артистикэ, 1988. — 438 с.
- Войку, сын Тудора: Хроника времён Штефана III Великого, господаря Земли Молдавской (роман). Кишинёв: Hyperion, 1990. — 719 с. (переиздана шрифтом Брайля в 13 тт. — Кишинёв: Молдавское общество слепых — фонд Prosan (Нидерланды), 2003).
- Путешествие в Туран: Поэма о Вероятном (роман). Подготовка текста А. И. Галбена. Кишинёв: Международный Независимый Университет Республики Молдова, 1999.